# Partido de Centro (Noruega)
El Partido de Centro (en noruego: Senterpartiet, abreviado Sp) es un partido político agrario en Noruega que tiene sus orígenes en las luchas de campesinos y pescadores. Fue fundado en 1920 en una convención nacional de la Asociación Campesina de Noruega, como Partido de los Agricultores (en noruego: Bondepartiet, Bp). Su política se centra en mantener el desarrollo económico y la toma de decisiones políticas descentralizadas. Actualmente el partido es parte de la coalición de centroizquierda en el país.
Desde su fundación hasta el año 2000, el Partido de Centro sólo se unió a gobiernos no liderados por el Partido Laborista, aunque anteriormente había apoyado a un gobierno laborista en la década de 1930. Esto cambió en 2005, cuando el partido se unió al gobierno de coalición rojiverde liderado por el Partido Laborista. Los gobiernos encabezados por primeros ministros del partido incluyen el efímero gobierno de Kolstad y de Hundseid entre 1931 y 1933 y el más duradero gobierno de Borten desde 1965 hasta 1971.
Además de sus ideas agraristas, es opositor a la entrada de Noruega a la Unión Europea, haciendo campaña con éxito contra la adhesión de Noruega en los referendos de 1972 y 1994, durante los cuales el partido obtuvo unos resultados electorales récord. Posteriormente, el partido propuso la retirada de Noruega del Espacio Económico Europeo y del Acuerdo de Schengen. Además, defiende la descentralización en el desarrollo económico y la toma de decisiones políticas.
El Partido del Centro es partidario de una política económica proteccionista para proteger a los agricultores noruegos con aranceles y recientemente ha declarado que el nacionalismo noruego es una "fuerza positiva".

## Historia
El partido se fundó en la convención nacional de la Norsk Landmandsforbund del 17 al 19 de junio de 1920, cuando la asociación decidió presentarse a las elecciones parlamentarias de 1921. En 1922, la asociación pasó a llamarse Asociación Agraria Noruega (Norges Bondelag) y la actividad política del grupo se separó como Partido de los Agricultores (Bondepartiet).
Durante las ocho décadas transcurridas desde que se creó el Partido de Centro, como facción política de una organización agraria noruega, el partido ha cambiado mucho. Sólo unos años después de su creación, el partido rompió con su organización madre y empezó a desarrollar una política basada en la descentralización. La década de 1930 se considera una época controvertida en la historia del partido, esto se debe en parte a que Vidkun Quisling, que más tarde se convertiría en el líder de Nasjonal Samling, fue ministro de Defensa en los gabinetes del Partido de los Agricultores de Kolstad y Hundseid entre 1931 y 1933. Sin embargo, Quisling no era miembro del Partido de los Agricultores. Aunque había simpatías fascistas entre parte del electorado del Partido de los Agricultores, el propio partido nunca apoyó el fascismo y fue el Partido de los Agricultores el que permitió el primer gabinete laborista estable en Noruega. En 1935, llegaron a un compromiso con el Partido Laborista que dio lugar al gobierno de Nygaardsvold. Además, el Partido de los Agricultores estuvo representado en el gabinete de tiempo de guerra por Anders Fjelstad, que actuó como consejero de Estado consultivo.
En 1959, el partido cambió brevemente su nombre por el de Partido Democrático Noruego - Demócratas (Norsk Folkestyreparti - Demokratene), pero pronto tuvo que volver a cambiar el nombre debido a tecnicismos electorales. En junio de 1959, el nombre se cambió al actual Partido de Centro. Esto se produjo por la necesidad de atraer a un electorado adicional ante el continuo declive de la parte agraria de la población. El número de miembros del partido alcanzó un máximo de 70.000 en 1971. Desde 1927 hasta 1999, el partido publicó el periódico Fylket.
En las elecciones locales, el partido ha gozado de un fuerte apoyo en varios municipios pequeños, donde el partido tiene una gran influencia. Tras las elecciones locales de 2007, 83 de los alcaldes de Noruega representaban al Partido de Centro. Sólo el Partido Laborista y el Partido de Centro tenían más alcaldes que el resto, en relación con el tamaño del partido.
El Partido de Centro ha formado parte de gobiernos de coalición tanto de centro como de centro-derecha desde 1963 hasta 2000 y de los seis gobiernos, uno fue dirigido por un primer ministro del partido. Desde las elecciones parlamentarias de 2005, el partido se presentó al gobierno por la coalición rojiverde, junto con el Partido Laborista y el Partido de la Izquierda Socialista, en la que el Partido de Centro constituía la parte verde de la alianza. La coalición consiguió la mayoría de los escaños en el Storting y se iniciaron negociaciones para formar un gabinete de coalición dirigido por el líder del Partido Laborista, Jens Stoltenberg. Estas negociaciones tuvieron éxito y el Partido de Centro entró en el segundo gobierno de Stoltenberg, el 17 de octubre de 2005 con cuatro ministros. Los rojiverdes fueron reelegidos para el gobierno en las elecciones parlamentarias de 2009. Se ha afirmado que la ideología del partido se acercó más a la socialdemocracia a finales de la década de 1980.
El partido es conocido por su apoyo a las altas tarifas de peaje sobre la carne y el queso extranjeros, llamadas "protección de peaje", así como por su propuesta de dispararle a todos los lobos en Noruega, aunque esto ha sido rechazado últimamente como política del partido.
El partido también se encargó de aplicar el Convenio de Berna sobre la Conservación de la Vida Silvestre y del Medio Natural de Europa en 1986. Rakel Surlien, del Partido del Centro, era ministro de Medio Ambiente cuando Noruega ratificó el Convenio de Berna, por lo que la protección del lobo se convirtió en ley noruega. Por lo demás, el Convenio de Berna fue aprobado por un Storting unánime, que incluía también a todos los diputados del Partido de Centro.
A finales de 2012, el Partido del Centro causó controversia en Noruega cuando se supo que el partido había exigido mayores aranceles a la importación de carne y quesos duros para proteger a los ganaderos noruegos de la competencia extranjera, lo que incluía el aumento de los aranceles en un 429% para el cordero, un 344% para la carne de vacuno y un 277% para todos los quesos duros exentos, excepto 14.

## Lista de los líderes de partido
- Johan E. Mellbye (1920–1921)
- Kristoffer Høgset (1921–1927)
- Erik Enge (1927–1930)
- Jens Hundseid (1930–1938)
- Nils Trædal (1938–1948)
- Einar Frogner (1948–1954)
- Per Borten (1955–1967)
- John Austrheim (1967–1973)
- Dagfinn Vårvik (1973–1977)
- Gunnar Stålsett (1977–1979)
- Johan J. Jakobsen (1979–1991)
- Anne Enger Lahnstein (1991–1999)
- Odd Roger Enoksen (1999–2003)
- Åslaug Haga (2003–2008)
- Lars Peder Brekk (2008; interino)
- Liv Signe Navarsete (2008–2014)

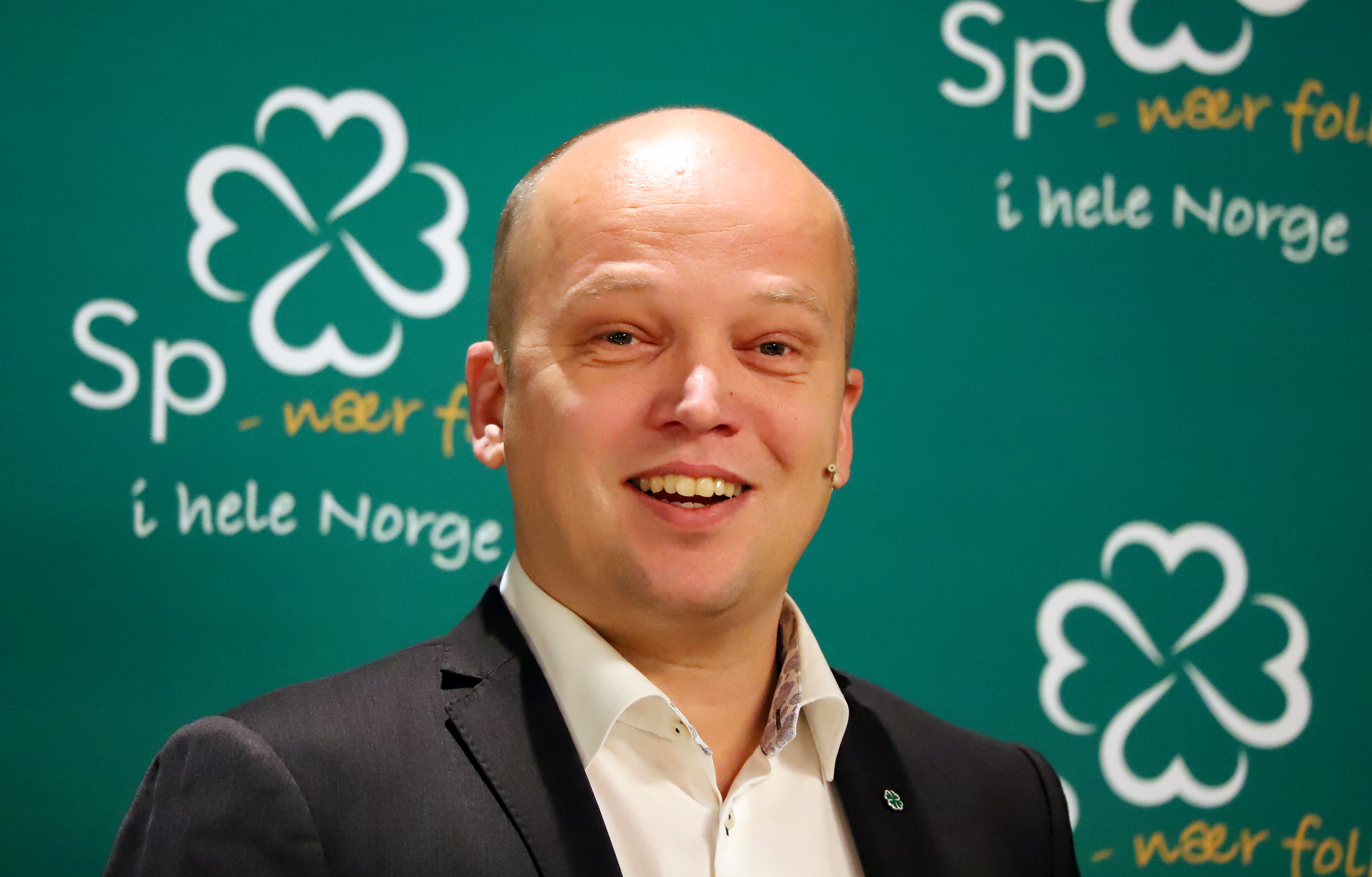
El actual líder del partido, Trygve Slagsvold Vedum, durante un discurso en 2019.

- Trygve Slagsvold Vedum (2014–presente)

## Participación en el gobierno
Gobiernos encabezados por primeros ministros del Partido de Centro:
- Gobierno de Peder Kolstad 1931-1932 (gobierno en minoría)
- Gobierno de Jens Hundseid 1932-1933 (gobierno en minoría)
- Gobierno de Per Borten 1965-1971 (coalición de Sp, H, KrF y V)

Con primeros ministros de otros partidos:
- Gobierno de Lars Korvald (KrF), 1972-1973 (coalición de KrF, Sp y V)
- Gobierno de Kåre Willoch (H), 1983-1986 (coalición de H, KrF y Sp)
- Gobierno de Jan P. Syse (H), 1989-1990, (coalición de H, KrF y Sp)
- El primer Gobierno de Kjell Magne Bondevik (KrF), 1997-2000 (gobierno minoritario de coalición de KrF, Sp y V)
- El segundo Gobierno de Jens Stoltenberg (Ap), 2005-2013 (coalición de Ap, Sp y SV)

## Resultados electorales
|  | 1,0 % |

|  | 4,7 % |

|  | 13,1 % |

|  | 13,5 % |

|  | 14,9 % |

|  | 15,9 % |

|  | 13,9 % |

|  | 11,5 % |

|  | 8,00 % |

|  | 10,8 % |

|  | 9,3 % |

|  | 9,9 % |

|  | 10,9 % |

|  | 9,4 % |

|  | 9,0 % |

|  | 6,8 % |

|  | 8,0 % |

|  | 4,2 % |

|  | 6,6 % |

|  | 6,5 % |

|  | 16,74 % |

|  | 7,93 % |

|  | 5,56 % |

|  | 6,48 % |

|  | 6,15 % |

|  | 5,48 % |

|  | 10,32 % |

|  | 13,5 % |